# Acquedotto dell'Aqua Crabra
L'acquedotto dell'Aqua Crabra (in latino Aqua Crabra) era un corso d'acqua, situato nell'antica città di Tusculum.

## Storia
L'acquedotto viene descritto da Cicerone nella sua orazione De Lege Agraria, grazie alla quale è noto che esso fornì acqua alla sua villa nei pressi di Tusculum, e anche da Sesto Giulio Frontino.
Theodor Mommsen interpretò il testo del frammento CIL VI, 1261, collegato all'Aqua Crabra, anche se non vi è alcuna menzione specifica nel testo frammentario.
Le scoperte archeologiche annunciate nel dicembre 2014, in occasione degli scavi della Linea C di Roma, tuttavia, sono state preliminarmente collegate all'Aqua Crabra; questa scoperta, infatti, consiste in un grande serbatoio idraulico, forse il più grande conosciuto nella città antica, insieme a una ruota idraulica e attrezzi agricoli.
Il corso d'acqua viene a volte indicato come Marana.

### Fonti antiche
- (LA) Marco Tullio Cicerone, De Lege Agraria 3.9.7.
- (LA) Sesto Giulio Frontino, 9.4.1.

### Fonti moderne
- (EN) Annalisa Marzano, Roman Villas in Central Italy: A Social and Economic History, Brill, 2007, ISBN 90-04-16037-X.
- (EN) Cynthia Bannon, Gardens and Neighbors: Private Water Rights in Roman Italy, University of Michigan Press, 2009, ISBN 0-472-02564-3.
- (EN) Harry B. Evans, Water Distribution in Ancient Rome: The Evidence of Frontinus, University of Michigan Press, 1997, ISBN 0-472-08446-1.
- (EN) Strother Ancrum Smith, The Tiber and Its Tributaries: Their Natural History and Classical Associations, Longmans, Green, and Company, 1877.